# Erodium iranicum
Erodium iranicum är en näveväxtart som beskrevs av A.A. El-oqlah. Erodium iranicum ingår i släktet skatnävor, och familjen näveväxter. Inga underarter finns listade i Catalogue of Life.